# Aureli Maria Escarré i Jané
Aureli Maria Escarré i Jané (l'Arboç, 15 d'abril de 1908 – Barcelona, 21 d'octubre de 1968) fou un monjo benedictí i abat de Montserrat.

## Biografia
| «                                                        | Escarré va tenir un paper de primer ordre en la vida de la Catalunya de la postguerra i va contribuir decididament a la reconstrucció de Montserrat i a la seva inserció en les inquietuds i els desigs del seu poble. | » |
| — Josep Massot, monjo benedictí, historiador i assagista | |   |

Va néixer a la casa pairal dels Escarré, al Carrer Major, 61 de l'Arboç. Ingressà com a monjo a l'abadia de Montserrat el 1923 i fou ordenat sacerdot el 1933. Després de la revolta militar de 19 de juliol de 1936, a causa de la persecució religiosa dels elements incontrolats de CNT i FAI, aconseguí passar a Itàlia, gràcies a la protecció de la Generalitat de Catalunya.
El 1938 marxà a Saragossa i el gener de 1939 retornà al monestir de Montserrat i aconseguí que el confirmessin com a prior abans de l'arribada de les autoritats franquistes. El 1941 fou nomenat abat coadjutor de l'abat Marcet, i va decidir renovar la comunitat enviant monjos a fer estudis a l'estranger i donant suport decidit a les recerques en els camps de la litúrgia, de la Bíblia i de la cultura en general. Alhora, fou iniciativa seva la cerimònia de l'entronització de la Mare de Déu de Montserrat de 1947, promoguda per la Comissió Abat Oliba, considerat un dels primers actes de reafirmació nacional i de reconciliació de la postguerra. Tanmateix val a dir que aleshores tenia unes excel·lents relacions amb les autoritats franquistes i conreava l'amistat personal del dictador i de la seva muller, fins al punt que es deien de tu.
Al desembre de 1951 va acompanyar al príncep carlí Xavier de Borbó i Parma en la seva jura dels furs catalans al monestir de Montserrat.
Formà part de l'Acadèmia de Llengua Catalana. Va fer possible l'existència de publicacions com Germinàbit, Serra d'Or, Qüestions de Vida Cristiana i Studia Monastica, i acollí tota mena d'iniciatives, sense discriminacions. Això el va fer xocar sovint amb el govern de Franco, i la seva postura crítica el convertí en un símbol i representant de l'Església catalana.
El 14 de novembre de 1963 van ser publicades al diari francès Le Monde unes declaracions de l'Abat Escarré d'oberta oposició a la dictadura, entrevistat pel periodista José-Antonio Novais, per iniciativa de Josep Benet i Albert Manent. Aquestes declaracions van permetre donar a conèixer un corrent d'opinió creixent entre catòlics catalans que volien un futur democràtic per al seu país i una funció i una actitud diferents de l'Església en el seu conjunt.
L'abat Escarré es pronuncià i emeté les seves declaracions en un context on el Vaticà havia promulgat l'any 1963 l'encíclica Pacem in Terris, que avalava, per part de l'Església catòlica, el respecte i la defensa dels Drets Humans i els règims democràtics. El Concili encara estava treballant a Roma, quan, al mes de maig, va començar la campanya dita de les instàncies, que demanava a l'Estat espanyol la normalització del català a l'ensenyament i als mitjans de comunicació, aleshores severament prohibit.
L'Estat espanyol de Franco, autoanomenat catòlic, va ser considerat per l'abat Escarré com «un estat que no obeeix els principis bàsics del cristianisme». Escarré demanava que el poble pogués triar el seu govern, garantir la llibertat de premsa, la fi del clima de guerra civil, i defensar la llengua catalana, no com «un deure, sinó ben bé una necessitat; quan es perd la llengua, la religió també tendeix a perdre's». Pocs dies després d'aquestes manifestacions va ser clausurada Òmnium Cultural i assaltat el Casal de Montserrat a Barcelona.
El 1965 el govern franquista el va obligar a abandonar Catalunya i passà a residir al monestir de Viboldone (Llombardia), amb Aureli Argemí i Roca, qui va ser el seu secretari entre 1965 i 1968. El 1966 el govern espanyol el va obligar a renunciar al títol d'abat de Montserrat. Malalt de mort, l'abat Cassià Just el portà a Barcelona, al monestir femení de Sant Pere de les Puel·les, on morí el 21 d'octubre d'aquell mateix any. Fou enterrat a Montserrat. El succeí Gabriel Maria Brasó i Tulla (1912 – 1978).

## Llegat

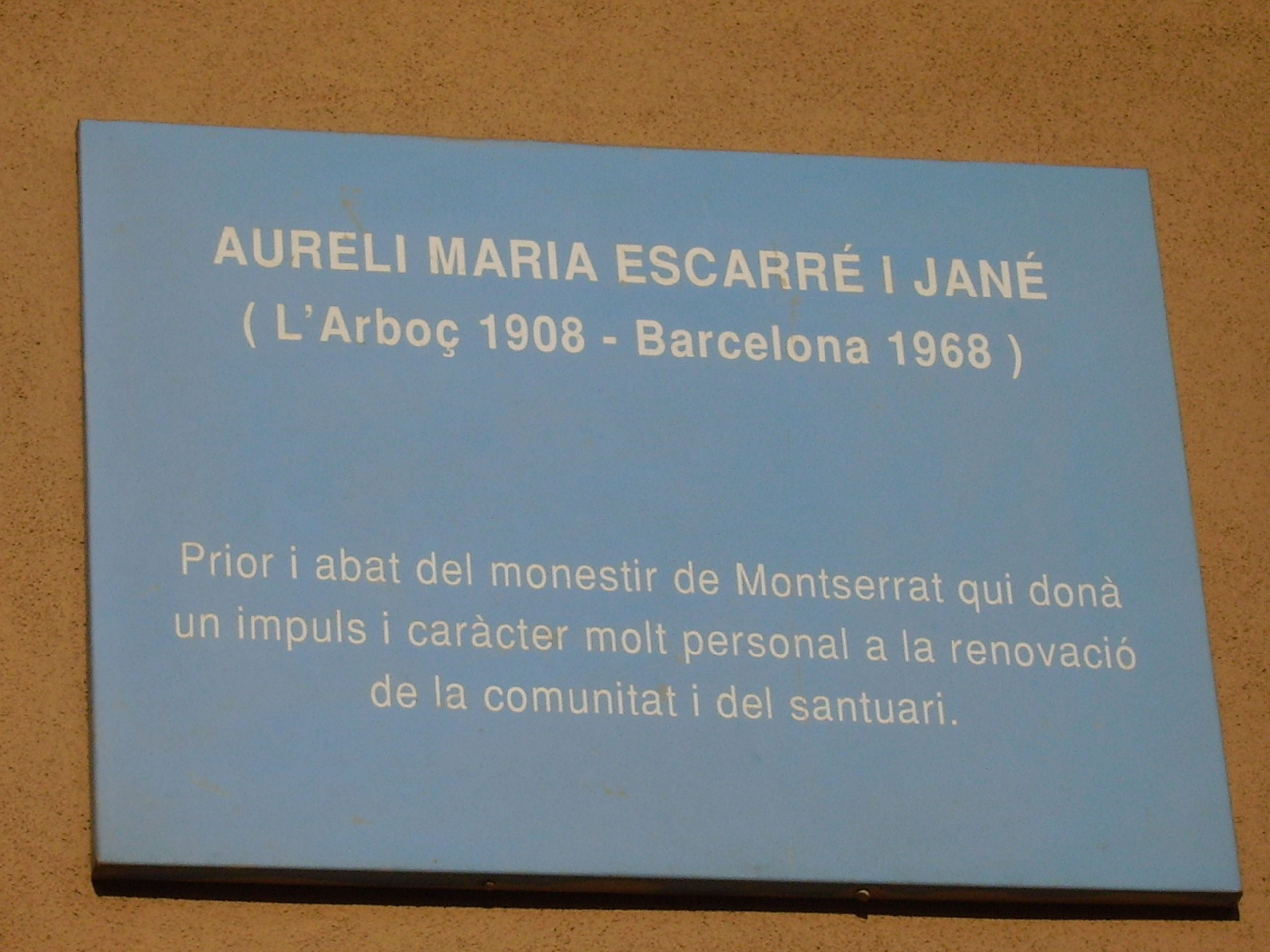
Placa commemorativa a la plaça d'Abat Escarré, de Barcelona

El catalanisme i antifranquisme de l'Abat Escarré van ser evocats pel poeta Carles Fages de Climent en aquest epigrama:
| «                         | Dur com Sil·la, audaç com Màrius mig Claris, mig Macià, aquest abat esquerrà, té complex de Makarius | » |
| — Carles Fages de Climent | |   |

La col·lecció de pintura antiga del Museu de Montserrat fou ampliada amb les adquisicions fetes per l'Abat Escarré, a més d'altres donacions. El seu secretari personal, Aureli Argemí i Roca, va batejar en honor seu el Centre Internacional Escarré per a les Minories Ètniques i Nacionals (CIEMEN). El 2013 es va commemorar els cinquanta anys de les declaracions d'Aureli Maria Escarré al diari Le Monde en defensa de la identitat catalana i la justícia social.